# Moïse Touho
Moïse Messan Touho (ur. 31 grudnia 1963 w Tomegbe) – togijski duchowny katolicki, biskup Atakpamé od 2023.

## Życiorys
27 czerwca 1992 otrzymał święcenia kapłańskie i został inkardynowany do diecezji Atakpamé. Pracował głównie jako duszpasterz parafialny. W latach 1995–1998 był sekretarzem ówczesnego administratora apostolskiego diecezji, a w latach 2000–2002 pracował w ośrodku duchowości w Agbandi.
26 października 2022 papież Franciszek mianował go biskupem diecezji Atakpamé. Sakry udzielił mu 7 stycznia 2023 metropolita Lomé – arcybiskup Nicodème Anani Barrigah-Benissan.